# فرودگاه راوالکوت
 فرودگاه راوالکوت (به انگلیسی: Rawalakot Airport) یک فرودگاه همگانی با کد یاتا RAZ است که یک باند فرود آسفالت دارد و طول باند آن ۱۹۰۲ متر است. این فرودگاه در شهر راولاکوت کشور پاکستان قرار دارد و در ارتفاع ۱۶۷۰ متری از سطح دریا واقع شده است.